# Lucio Domizio Enobarbo (console 54 a.C.)
Lucio Domizio Enobarbo (latino: Lucius Domitius Ahenobarbus; Roma, 100 a.C. circa – Farsalo, 48 a.C.) è stato un politico e generale romano del I secolo a.C.
Fu un console oppositore del triumvirato e sostenitore della politica degli optimates durante il periodo della tarda repubblica romana. Nella guerra civile tra Cesare e Pompeo, preferì schierarsi con quest'ultimo.

## Biografia
Era figlio di Gneo Domizio Enobarbo, e viene citato per la prima volta da Cicerone nel 70 a.C., in occasione della sua testimonianza contro Verre. Nel 61 a.C. divenne edile curule, e per festeggiare l'evento organizzò dei giochi a cui parteciparono cento leoni della Numidia: i giochi, racconta Cassio Dione, durarono così a lungo che la gente lasciò il circo prima della fine dello spettacolo per mangiare, fatto che non era mai avvenuto prima. Tale pausa venne poi chiamata diludium. Sposò in seguito Porcia, sorella di Catone Uticense, da cui ebbe il figlio Gneo Domizio Enobarbo. Come edile si scagliò contro la corruzione emersa in occasione delle elezioni durante le quali Pompeo cercò di favorire l'alleato Lucio Afranio. Le idee politiche di Enobarbo furono estremamente simili a quelle di Catone: fu un attivo sostenitore dell'aristocrazia e si oppose strenuamente alle decisioni in favore della plebe di Cesare e Pompeo, tanto che Cesare, nel 59 a.C., lo accusò di aver ordito un complotto contro la vita di Pompeo.
Enobarbo si candidò come console nel 55 a.C., ma non riuscì a giungere alla carica, anche per la campagna elettorale ostile di Pompeo, Crasso e Cesare, che Enobarbo aveva minacciato di privare della provincia della Gallia Cisalpina. Si ricandidò al consolato l'anno successivo e, non trovando l'opposizione dei triumviri, che avevano ormai il potere in pugno, divenne console con Appio Claudio Pulcro, un seguace di Pompeo, senza riuscire a contrastare Cesare e Pompeo. L'anno successivo scoppiò uno scandalo per quelle elezioni.  Dopo il consolato Enobarbo rifiutò il governo di una provincia e, quando i rapporti fra Cesare e Pompeo si fecero tesi, egli si schierò con l'ultimo, che aveva una parvenza repubblicana.
Enobarbo, nel 52 a.C., fu il magistrato che si occupò della questione dell'omicidio di Publio Clodio Pulcro, che era stato ucciso da Tito Annio Milone, come dice Asconio in un suo commento dell'orazione Pro Milone di Cicerone. Le fonti per la sua vita nei tre anni successivi provengono dalle lettere del nemico Marco Celio Rufo che scrisse a Cicerone mentre quest'ultimo era governatore in Cilicia. Nel 50 a.C. si candidò per ottenere un posto nel collegio degli auguri, ma a causa delle pressioni di Cesare la carica andò a Marco Antonio. Quell'anno divenne comunque pretore.
Il senato lo designò come successore di Cesare nella provincia della Gallia Comata. Quando poi Cesare si diresse verso Roma con le proprie legioni, Enobarbo fu uno dei pochi ad opporsi. Si recò a Corfinium con 20 coorti, sperando nell'aiuto da Pompeo, che non arrivò e qui fu assediato. Le sue truppe lo costrinsero infine ad arrendersi a Cesare e quest'ultimo lo lasciò inaspettatamente libero come segno di clemenza. Poco più tardi Enobarbo si recò a Cosa, in Etruria, da dove si imbarcò per recarsi a Marsiglia e difendere la città dall'assedio di Cesare. Quando Marsiglia cadde, Enobarbo riuscì a salvarsi sull'unica imbarcazione che era scampata all'assedio.
Si recò in Tessaglia, dove c'era Pompeo con il suo esercito, e propose che, alla fine della guerra, tutti i senatori rimasti neutrali ai fatti dovessero rendere conto del proprio comportamento, compreso Cicerone. Enobarbo venne tuttavia ucciso mentre fuggiva dopo la battaglia di Farsalo, nel 48 a.C., durante la quale fu a capo dell'ala sinistra dell'esercito pompeiano. Cicerone, nella II Filippica, dice che fu lo stesso Marco Antonio ad ucciderlo.  Durante la sua vita Enobarbo fu sempre fedele ai propri ideali, anche se fu senza scrupoli nei mezzi e contro chi gli si opponesse.
Il poeta Lucano, vissuto nel I secolo d.C. e di opinioni repubblicane, parla molto favorevolmente di Enobarbo nel settimo libro della Pharsalia, come unico senatore fedele ai principi repubblicani, anche se fu un antenato di Nerone (un trisavolo paterno).